# Горовиць Олександр Йохимович
Олександр Йохимович Го́ровиць (нар. 19 вересня 1876, Київ — пом. 19 лютого 1927, Харків) — український піаніст, музичний педагог, музичний критик. Дядько піаністів Володимира та Регіни Горовиців.

## Біографія
Народився 7 [19] вересня 1876 року в місті Києві (нині Україна). Навчався у Київському музичному училищі у класі Григорія Ходоровського-Мороза. Закінчив юридичний факультет Університету святого Володимира у Києві; 1902 року — Московську консерваторію, де навчався у класі Олександра Скрябіна.
З 1903 року працював у Харкові: викладачем музичного училища; з 1917 року — професор консерваторії та вищих музично-педагогічних курсів. Одночасно протягом 1903—1913 років працював музичним кореспондентом харківської газети «Южный край». Помер у Харкові 19 лютого 1927 року.

## Творчість
Виступав з концертами як соліст і ансамбліст у Києві, Одесі, Харкові. У репертуарі були твори Ференца Ліста, Едварда Гріга, Антона Аренського. Пропагував твори Олександра Скрябіна.